# تصفیه زیستی
تصفیه زیستی (به انگلیسی: Bioleaching) به عملیات استخراج فلزات از سنگ معدن با استفاده از موجودات زنده گفته می‌شود. میزان آلاینده‌هایی که در این روش تولید می‌شود بسیار کمتر از شیوهٔ سنتی تصفیهٔ توده‌ای (heap leaching) با استفاده از سیانید است. تصفیهٔ زیستی یکی از چندین کاربرد بیوهیدرومتالورژی (استخراج زیستی فلزات به‌وسیلهٔ آب یا مایعات) است که در آن از روش‌های مختلفی برای بازیابی مس، روی، سرب، آرسنیک، آنتیموان، نیکل، مولیبدن، طلا، نقره و کبالت استفاده می‌شود.

## فرایند
در تصفیهٔ زیستی می‌توان از باکتری‌های متعدد اکسید کنندهٔ فلزات آهن و گوگرد استفاده کرد. از جمله این باکتری‌ها می‌توان Acidithiobacillus ferrooxidans و Acidithiobacillus thiooxidans را نام برد. در کل از یون‌های Fe+3 برای اکسید کردن سنگ معدن استفاده می‌شود. این مرحله کاملاً مستقل از میکروب‌ها است. نقش باکتری‌ها، اکسیداسیونِ بیشتر سنگ معدن و همچنین تولید اکسیدان‌های شیمیایی Fe+3 از Fe+2 است. برای مثال، باکتری، در هم شکستن کانی سولفید آهن (FeS2) به‌وسیلهٔ اکسید کردن گوگرد و فلز (در این مورد فلز آهن، (Fe+2) را با استفاده از اکسیژن، تسریع می‌کند. این امر باعث ساخته شدن محصولات محلولی می‌شود که می‌توانند با خالص سازی و تصفیه بیشتر، فلز مورد نظر را تولید کنند.

## تصفیهٔ زیستی سولفید آهن (FeS2)
در گام نخست، دی‌سولفید خود به خود توسط یون فریک (Fe+3) به تیوسولفات اکسید می‌شود؛ که در این تبدیل یون فریک (Fe+3) برای تشکیل آهن فرو (Fe+2) احیا می‌شود.
{\displaystyle {\ce {{FeS_{2}}+6\ Fe^{\,3+}{+3}\ H_{2}O\longrightarrow 7\ {Fe^{\,2+}}+{S_{2}O_{3}^{\,2-}}+6\ H^{+}}}}(1)
سپس یون آهن فرو بوسیلهٔ باکتری توسط اکسیژن اکسید می‌شود.
{\displaystyle {\ce {{4\ Fe^{\,2+}}+{O_{2}}+4\ H^{+}\longrightarrow 4{Fe^{\,3+}}+2\ H_{2}O}}} (2)
تیوسولفات نیز برای تشکیل سولفات توسط باکتری اکسید می‌شود.
{\displaystyle {\ce {\mathrm {{S2O3^{\,2-}}+{2O_{2}}+H_{2}O\longrightarrow 2{SO_{4}^{\,2-}}+2\ H^{+}} }}} (3)
یون فریک تولید شده در واکنش (۲)، سولفیدهای هیدروژن بیشتری را در واکنش (۱)، اکسید می‌کند، که باعث خاتمهٔ چرخه می‌شود و واکنش خالص زیر را می‌دهد:
{\displaystyle {\ce {{2FeS_{2}}+{7O_{2}}+2H_{2}O\longrightarrow 2{Fe^{\,2+}}+4{SO_{4}^{\,2-}}+4\ H^{+}}}} (4)
محصولات خالص واکنش، سولفات آهن محلول و اسید سولفوریک هستند.
فرایند اکسیداسیون میکروبی در غشای سلول باکتری رخ می‌دهد. الکترون‌ها وارد سلول شده و در حالی که اکسیژن را به آب احیا می‌کنند، در فرآیندهای بیوشیمیایی هم شرکت کرده و انرژی مورد نیاز باکتری را فراهم می‌کنند. واکنش اصلی، اکسیداسیون سولفید به‌وسیلهٔ آهن فریک است. نقش اصلی مراحل باکتریایی، تولید این واکنش دهنده است.
عمل مس هم بسیار مشابه است، اما بهره‌وری و سرعت آن وابسته به کانی‌شناسی مس است. کارآمدترین مواد معدنی، مواد معدنی سوپرژن (supergene materials) مانند کالکوسیت (Cu2S) و کوولیت (CuS) هستند. تصفیهٔ CuFeS2 در دو مرحلهٔ انجام می‌شود: ۱. محلول شدن و ۲. اکسید شدن. پس از این دو مرحله یون‌های Cu+2 در محلول باقی می‌مانند.

## تصفیهٔ زیستیکالکوپیریت
خودبخودی 
CuFeS2 + 4Fe+3 → Cu+2 + 5Fe+2 + 2S0 (1)

اکسیدکنندهٔ یونی 
(2) 4Fe+2 + O2 + 4H+ → 4Fe+3 + 2H2O

اکسیدکننده سولفور 
(3) 2S0 + 3O2 + 2H2O → 2So4−2 + 4H+
واکنش خالص:
(4) CuFeS2 + 4O2 → Cu+2 + Fe+2 +2SO4−2
به‌طور کلی، سولفیدها ابتدا به عناصر گوگردی اکسید می‌شوند، درحالیکه دی‌سولفیدها به تیوسولفات اکسید می‌شوند و فرآیندهای فوق برای دیگر سنگ معدن‌های سولفیدی می‌تواند اعمال شود. تصفیهٔ زیستی سنگ معدن‌های غیر سولفیدی مثل اورانیت نیز آهن فریک را به عنوان یک اکسیدان استفاده می‌کنند.
(مثل UO2 + 2Fe+3 → UO2+2 + 2Fe+2). در این مورد، تنها هدف مرحلهٔ باکتریایی، تولید Fe+3 است. سنگ معدن‌های فلزات سولفیدی می‌توانند برای سرعت بخشیدن به این فرایند و تأمین یک منبع آهن اضافه شوند.

## مقایسه با روش‌های استخراج دیگر
استخراج شامل بسیاری از مراحل گران‌قیمت مثل گداختن و ذوب کردن است که نیاز به غلظت کافی از عناصر در سنگ‌های معدن دارد و برای محیط زیست مضر است. غلظت کم فلز برای باکتری مشکل ساز نیست چرا که آن‌ها به سادگی از ضایعاتی که فلزات را احاطه کرده‌اند چشم پوشی می‌کنند. در برخی موارد بازده استخراج در این روش به بیش از ۹۰٪ می‌رسد. این میکرو ارگانیسم‌ها، در واقع انرژی را توسط شکستن مواد معدنی به عناصر تشکیل دهندهٔ خود به دست می‌آورند. کارخانه‌ها پس از اتمام کار باکتری، به سهولت یون‌ها را استخراج می‌کنند.